# ようこそ! アマゾネス☆ポケット編集部へ
『ようこそ！ アマゾネス☆ポケット編集部へ』（ようこそ アマゾネスポケットへんしゅうぶへ）は、ジェントルメン中村による日本の漫画作品。文芸情報誌『IN★POCKET』（講談社）にて2018年2月号（2月15日発売）から8月号（8月11日発売）まで連載された。『IN★POCKET』連載時のタイトルは『ようこそ♥アマゾネス・ポケット編集部へ』。同誌の休刊に伴い、講談社文庫のwebサイトに移籍して2018年10月16日から2019年12月13日まで連載された。
第2部『ようこそ！アマゾネス☆ポケット編集部へ-NOW-』は、小説誌『小説現代』（同社）にて同誌のリニューアル創刊となる2020年3月号（2月22日発売）から連載を開始し、2021年4月号（3月22日発売）まで連載された。単行本は未刊行。
出版社の文芸誌を舞台とし、本作りの現場を描く作品。

## あらすじ
新人編集者・白柳紀乃子は、頼りになる編集長・才堂厚子のもとで、校閲者、DTPオペレーター、装丁家など本作りに関するさまざまな人々と出会い、成長を重ねていく。

## 登場人物

### アウト・ポケット編集部
架空の出版社・豪談社の文芸誌「アウト・ポケット」の編集部。編集長の異名から、周囲からは「アマゾネス・ポケット」とも呼ばれている。
白柳紀乃子（しろやなぎ きのこ）
新人編集者。
才堂厚子（さいどう あつこ）
編集長。豪快な仕事ぶりで業界に名を轟かせており、女傑（）と呼ばれている。
『IN★POCKET』の当時の編集長・斎藤梓をモデルにしている。
南城（なんじょう）
黒いマスクを付けた編集部員。
堀水（ほりみず）
仕事と子育ての両立をしている編集部員。
錦河基子（にしきがわ もとこ）
コミックス編集部より異動してきた編集部員。

## 制作・作風
『IN★POCKET』で文芸を題材とした漫画を連載したいという話になり、中村に仕事の依頼が回ってきた。当時の中村は「屈強な中年男性が出てくる漫画ばかりを描いていた」ものの、話づくりの面でノウハウが活かせそうだと感じたためオファーを受けることになった。当時の編集部に女性が多かったことからメインキャラクターには女性が起用されており、屈強な中年男性の絵柄のまま女性を描くという手法を使用している。
キャラクターを作る際は、編集部のテーマや人選をもとに本職の人物に取材を行っており、取材時はその仕事ならではのイズムを大事にしている。
中村の作風であるルビ芸が多用されている。

## 評価
マンバの記事では、劇画タッチの絵柄ではあるものの、荒唐無稽さは感じられず仕事漫画として正統派であるとされており、登場人物の熱量が作品を面白くしていると評されている。
第18話の、編集者・堀水が仕事と子育ての両立に奮闘する回は、子育てをしながら仕事をしている人からの共感を呼び、SNSで大きく拡散された。

## 楽曲
単行本には、作者であるジェントルメン中村がMC紳士名義で作詞したテーマソング「I'm アマゾネス」の歌詞が掲載されており、2019年12月28日には、本人がラップで歌唱した動画がYouTubeで公開されている。

## 書誌情報
- ジェントルメン中村 『ようこそ！ アマゾネス☆ポケット編集部へ』 講談社、全2巻
  1. 2019年9月10日発行（9月12日発売[14]）、ISBN 978-4-06-514700-9
  2. 2020年11月12日発行（11月13日発売[15]）、ISBN 978-4-06-521857-0